# Dmitrij Kollars
Dmitrij Kollars (ur. 13 sierpnia 1999 w Bremie) – niemiecki szachista, arcymistrz od 2017 roku.

## Kariera szachowa
Dwukrotnie uplasował się  w pierwszej dwudziestce na szachowych mistrzostwach Niemiec do lat 14 w latach 2012–2013.  Zajął drugie miejsce w 15. Bad Harzburger Open. Swoją pierwszą międzynarodową normę mistrzowską zapewnił sobie podczas mistrzostw Niemiec w 2014 roku, zajmując szóste miejsce z notą 5-punktową. W 2015 roku zdobył mistrzostwo Niemiec do lat 16. Zdobył tytuł IM po osiągnięciu pozostałych norm w Nazari Chessfestival i VMCG-Schachfestival i wygrał Schlosspark Open. W 2016 roku zapewnił sobie pierwszą normę arcymistrzowską, wygrywając turniej GM w Jurmale, i zajął czwarte miejsce w mistrzostwach świata U16. W 2017 roku uzyskał dwie kolejne normy GM i otrzymał tytuł GM.
Najwyższy ranking w dotychczasowej karierze osiągnął 1 lipca 2022 roku, z wynikiem punktów 2648.